# Ga Suối Kiết
Ga Suối Kiết là một nhà ga xe lửa tại xã Suối Kiết, huyện Tánh Linh, tỉnh Bình Thuận. Nhà ga là một điểm trên tuyến đường sắt Bắc Nam nằm giữa ga Sông Dinh và ga Gia Huynh.
Ga Suối Kiết cách ga Bình Thuận 52 km về phía bắc và cách ga Long Khánh 46 km về phía nam. Lý trình ga: Km 1603 + 100.